# Паблік-арт
Термін паблік-арт (від англ. Public art — «публічне мистецтво») вживають до будь-якої мистецької роботи, яку було виконано в публічному місці з доступом для загального огляду, як правило поза приміщенням. Паблік-арт не обмежений фізичними об'єктами, до його створення залучають танці, процесії, вуличні театри, поезію. Подібний арт — це ще й висловлювання, художники нерідко за допомогою своїх інсталяцій говорять про насущні проблеми сучасності: екологія, політика, соціальне нерівноправність. Перевага паблік-арту в тому, що він доступний і найчастіше зрозумілий абсолютно всім, тому багато тимчасові інсталяції стають частиною міського ландшафту, і без них він вже не мислимо. Паблік-арт так «прижився» у великих містах Європи і США, що тепер міська влада закладають до бюджетів міст гроші і на створення нових творів публічного мистецтва. Художники отримують колосальні бюджети, які допомагають їм створити грандіозні інсталяції, вони ж, у свою чергу, стають меккою для потоків туристів.
У Нью-Йорку, наприклад, така кількість паблік-арту, що існують цілі туристичні путівники по об'єктах публічного мистецтва.